# Liste des cardinaux créés par Victor IV
L'antipape Victor IV (1159-1164) a créé 17 pseudo-cardinaux.

## Pseudo-cardinaux-évêques
- Giovanni, évêque de Bologne ou Bitonto
- Ubaldo, évêque de Ferentino.
- Riccardo, évêque de Melfi
- Teodorico, évêque de Segni
- Teobaldo, évêque de Frascati
- Livido, évêque de Sabina
- János Struma, O.S.B.Vall., évêque d'Albano

## Pseudo-cardinaux-prêtres
- Errico, titre de S. Clemente
- Giovanni, titre de S. Pudenziana
- Umfredo, titre de S. Susanna
- Alberto, titre de S. Crisgono

## Pseudo-cardinaux-diacres
- Lando, diacre de S. Angelo in Pescheria
- Giovanni, diacre de S. Maria in Aquiro
- Berardo, diacre de Ss. Sergio e Bacco
- Gerardo
- Aicardo
- Gerardo, diacre de S. Giorgio in Velabro
- Gerardo, diacre de S. Maria in Aquiro
- Lanfredo, diacre de S. Maria Nuova